# Алас (форма рельефа)
Ала́с (якут. Алаас) — типичное для равнинной Якутии и Тюменской области (где они называются хасыре́ями) геологическое образование и форма рельефа.
Алас представляет собой пологосклонную и плоскодонную ложбину овальной формы диаметром до нескольких километров и глубиной до 30 м. Образуется при вытаивании подземных льдов (термокарст), усадке грунта и горных пород, суффозии, карсте и т. д. Низина аласа обычно покрыта заболоченным озером, а склоны — лугово-степной растительностью.
Алас являет собой автономный биотоп. Характерны торфонакопления. Сухие ареалы аласа обычно используются в качестве сельскохозяйственных угодий.
Наиболее типичный район образования аласов — Лено-Амгинское междуречье, так называемые заречные районы Якутии (Мегино-Кангаласский, Усть-Алданский, Таттинский, Чурапчинский, Амгинский). Самый крупный алас — Мюрю, находится в Усть-Алданском улусе Якутии. По некоторым данным его окружность превышает 80 км. На его территории расположен улусный центр — село Борогонцы. В 2002 году в Мюрю провели 73-километровый трубопровод от реки Лены и заполнили речной водой мелевшее природное озеро.
Аласы центральной Якутии играют важную хозяйственную роль. Поселения якутов находятся главным образом в аласах. В дореволюционное время для якутов была характерная т. н. аласно-дисперсная система расселения — на одну семью собственный алас. В годы советской власти, после коренной ломки прежнего уклада жизни, образования крупных сёл, многие из них продолжают дислоцироваться в аласах. Но многие аласы оказались заброшенными, в них постоянно никто не живёт, хотя сохраняются летники (сайылыки), фермы и прочие объекты.